# Thomas Darcy
Thomas Darcy, I Barón de Darcy Darcy o de Temple Hurst, KG, PC (c. 1467 – 30 de junio de 1537) fue un noble inglés, hijo único y heredero de Sir William Darcy (1443 – 30 de mayo de 1488) y su esposa, Eufemia Langton, hija de Sir John Langton. Darcy se opuso a la Disolución de los Monasterios, y por su papel en la Peregrinación de Gracia fue declarado culpable de alta traición por la entrega del castillo de Pontefract a los rebeldes. Fue ejecutado en la Torre de Londres el 30 de junio de 1537.

## Familia
La familia Darcy había ocupado las tierras del condado de Lincolnshire desde los días del Domesday Book, donde figura que un normando de Areci poseía treinta señoríos en el condado por donación del Conquistador. Poco más tarde el nombre de Arci evolucionó a d'Arci, más tarde, d'Arcy y, finalmente, Darcy. En el reinado de Eduardo III, los Darcy adquirieron por matrimonio posesiones en diversos condados, entre las que se encontraba la sede familiar de los Templehurst (o Templo de Hurst), cerca de Selby en Yorkshire. Sir William Darcy murió el 30 de mayo de 1488, dejando a su hijo único y heredero Thomas, que contaba más de veintiún años de edad.

## Matrimonio y descendencia
Se casó con su primera esposa, Dousabella Tempest (m. antes de 1500), hija y heredera de Sir Richard Tempest de Ribblesdale, North Yorkshire y Mabel, hija de Walter Strickland. Tuvieron tres hijos y una hija:
- George Darcy, I Baron Darcy de Aston (m. 28 de agosto de 1558) esposo de Dorothy Melton (died 21 Sep 1557), hija de John Melton de Aston y Katherine, hija de Hugh Hastings.[9] Fue armado caballero el 9 de septiembre de  1513 en Flodden.[10]
- Richard Darcy
- Sir Arthur Darcy (m. 3 de abril de 1561) casado con Mary Carew, hija de Sir Nicolas Carew.[11] Armado caballero en 1523.[12]
- Mabel Darcy

En o antes del año 1500 se casó con Edith Sandys (m. el 22 de agosto de 1529), hija de Sir William Sandys y Margaret Cheyne y viuda de Ralph, Lord Neville (m. en 1498), hijo de Ralph Neville, III conde de Westmorland. tuvieron una hija:
- Elizabeth Darcy (c. 1501 – ) casada el 26 de abril de 1514 con Sir Marmaduke Constable (c.1498 – 20 de abril de 1560)[6][14][15]

A través de este matrimonio, Darcy se convirtió en padrastro de Ralph Neville, IV conde de Westmorland.
Su esposa murió en Stepney el 22 de agosto de 1529, y fue enterrada en Friars Observant, de Greenwich.

## Carrera
Es evidente que los comienzos de la carrera de Darcy estuvieron marcados por sus habilidades en la guerra, y se distinguió durante el reinado de Enrique VII.
Entre otros, alcanzó los siguientes honores y cargos:
- Caballería 1489
- Caballero Banneret 1497
- Condestable del Castillo de Bamburgh 1498
- Capitán de Berwick 1498-1515
- Tesorero de Berwick 1501
- Guardián de las Marcas Orientales 1505
- Caballero de la Jarretera 1509
- Guardián de los Bosques Reales al norte del Trent 1509
- Barón de Darcy (de Darcy o de Temple Hurst) por cédula, 1509
- Guardián de las Marcas Orientales y Centrales 1511
- Miembro Del Consejo Privado 1513

### Promoción política
En 1492 Darcy fue vinculado por contrato a servir a Enrique VII en ultramar durante todo un año con un millar de hombres, "él mismo aportando su costrel y page, 16 arqueros, y 4 armas de asta, y 6 H." (al parecer, alabardas) a pie. A finales de ese año, atendió al rey en la recepción de la embajada francesa enviada a negociar la paz. En 1496 fue acusado en las sesiones trimestrales del West Riding, de entregar a varias personas una insignia o librea llamada la Cabeza de ciervo. Pero al año siguiente marchó con Surrey a aliviar el sitio de Norham Castle, y persiguió a Jacobo IV en su retirada a Escocia. Formaba parte del séquito real, y así lo indica la patente por la que, el 8 de junio de 1498, fue nombrado condestable y guardián de las puertas del Castillo de Bamburgh en Northumberland. El 16 de diciembre del mismo año, siendo entonces capitán de Berwick, fue nombrado adjunto a Enrique, duque de York (entonces de sólo 7 años de edad), guardián de las marcas medias y orientales. Durante esta época, mantuvo correspondencia con Richard Foxe, ministro de Enrique yObispo de Durham, cuyo obispado se veía amenazado constantemente por las invasiones.
En el mismo año, 1498, fue uno de los tres comisionados nombrados para evaluar las sanciones de los participantes en la revuelta de Perkin Warbeck el año anterior en Devon y Cornualles. Participó en una misión similar tres años más tarde en los condados de Somerset, Dorset, Wiltshire, y Hampshire, y contó con poderes especiales para desempeñar los cargos de condestable y mariscal de Inglaterra entre los que se negaran a atacarle. El 6 de julio de 1499 fue nombrado uno de los cinco embajadores para resolver las disputas con Escocia. Además de ser capitán de Berwick, el 10 de septiembre de 1501 fue nombrado tesorero y mayordomo de la ciudad, y aduanero del puerto. En la última parte del año 1502, él y Henry Babington fueron enviados a Escocia a recibir el juramento de Jacobo IV a un tratado de paz, que se firmó en Glasgow el 10 de diciembre.
Poco antes, en 1499/1500, fue nombrado por la corona, como Condestable y Senescal de Sheriff Hutton; y después, el 12 de julio de 1503, como administrador general de los señoríos, castillos y casas solariegas de Sheriff Hutton, Middleham, y Richmond en el condado de Yorkshire. El 8 de junio de 1505 figura como Lord Darcy en una patente por la que se le nombraba administrador de las tierras de Raby y demás pertenencias del joven Conde de Westmorland, entonces menor de edad. Estos cargos, junto con su nuevo estatus le proporcionaron gran influencia en el norte de Inglaterra, sólo por detrás de los Condes de Northumberland, cuando el 1 de septiembre de 1505 fue nombrado guardián de las marcas orientales, un cargo de elevada dignidad que ya había desempeñado, aunque de forma delegada.
En 1508 fue uno de los quince señores obligado por el tratado para la boda entre la hija del rey María con Carlos I de España (futuro emperador Carlos V) de que el matrimonio debía ser completado cuando la novia alcanzara la edad núbil. También fue uno de los testigos de la celebración del enlace por poderes en Richmond el 17 de diciembre siguiente. Justo después de la ascensión de Enrique VIII en la primavera siguiente fue nombrado caballero de la Jarretera. Se instaló el 21 de mayo. Renunció a sus cargos de condestable y senescal de Sheriff Hutton, que fueron entregados a Sir Richard Cholmeley. Pero renovó la mayoría del resto, especialmente su comisión como guardián de las marcas orientales y capitán de Berwick. Por estos y otros cargos, recibió nuevas patentes el 18 de junio de 1509, cuando también fue nombrado guardián, justicia principal y Justicia en Eyre de los bosques más allá del Trent. También entró a formar parte del consejo privado, y durante sus visitas a Londres tomaba parte en sus deliberaciones, y firmaba órdenes como consejero. Su nombre fue el primero en la comisión de reclutamiento para Northumberland; y cuando hubo que reparar el puente en Newcastle upon Tyne sería bajo la supervisión de Darcy y el prior de Durham.
El 17 de octubre de 1509, Darcy fue convocado al parlamento y creado Barón de Darcy. El mismo año fue investido como Caballero de la Orden de la Jarretera (KG).

### Expediciones extranjeras
En 1511 Darcy fue enviado a España a petición propia para ayudar a Fernando el Católico en su guerra contra los moros, después de haber solicitado el monarca hispano la ayuda de mil quinientos arqueros ingleses. El 8 o el 28 de marzo, recibió el encargo de Enrique VIII para ayudar servir como almirante de Fernando, y el 29, Lord Willoughby de Brokes y otros recibieron el encargo de reclutar hombres para que formaran la expedición. La expedición partió de Plymouth en mayo y llegó a Cádiz el 1 de junio. Pero apenas se produjo el desembarco de las tropas, comenzaron a surgir malentendidos con los locales y Fernando indicó cortésmente a los ingleses que sus servicios no serían requeridos, ya que había llegado a una tregua con los moros, ante la expectativa de una guerra con Francia. Darcy, muy disgustado, partió de regreso a casa el 17 de junio. El 3 de agosto sólo había alcanzado el cabo San Vicente, donde tuvo que poner de su bolsillo £20 a cada uno de sus capitanes para el sostenimiento de sus hombres, aunque, aparentemente, esto le fue reembolsado un año después por el embajador español que, en una carta de Wolsey datada el 30 septiembre se dice que 'trató con liberalidad a Lord Darcy en el asunto de sus soldados'.
Poco después de su regreso, el 20 de octubre de 1511, fue nombrado Guardián de las Marcas centrales y orientales  contra Escocia, cargo al que renunció en o antes de diciembre, cuando Lord Dacre fue nombrado Guardián en su lugar. En 1512 y 1513 escribió al rey y a Wolsey información importante sobre los acontecimientos en la frontera escocesa. En el verano de 1513 acompañó al rey en la invasión de Francia, y estuvo en el asedio de Thérouanne. En enero siguiente escribe desde su propia casa en Templehurst una interesante carta a Wolsey, en el que habla de haberse recuperado de una reciente enfermedad, dice que sus expediciones a España y a Francia le había costado 4.000 € en tres años y medio, pero declara su voluntad de servir al rey en ultramar al verano siguiente. Recuerda a Wolsey (cuya creciente influencia en esta época es remarcada por todos) cómo han sido unos compañeros de viaje en la corte y habían hablado libremente sobre sus asuntos privados, y cómo Wolsey, mientras estaba en el extranjero con el rey el año anterior, había lamentado que Darcy no hubiera sido nombrado mariscal al comienzo de la campaña.

### Continuación en el Servicio público
En 1514/5 su hijo y heredero, Sir George Darcy fue nombrado de forma conjunta para algunos de los cargos que ya desempeñaba. En 1515 él renunció a la capitanía de Berwick, y fue sucedido por Sir Anthony Ughtred. Parece  haber asistido al Parlamento ese mismo año, y haber estado presente en Londres durante la recepción del títulocardenalicio por Wolsey en noviembre. En mayo de 1516, actuó como testigo de un decreto en la Cámara de la Estrella. Un año más tarde recibió a la hermana de Enrique VIII, Margaret, viuda de Jacobo IV, a su llegada a Yorkshire. En julio de 1518 recibió al Cardenal Campeggio en su primera misión a Inglaterra, en las cercanías de Londres. Un año después, formó parte de una investigación privada para localizar personajes sospechosos en Londres y alrededores. Él y Sir John Nevill fueron designados para investigar en Stepney y el este. En marzo de 1520, renunció a sus cargos en Sheriff Hutton en favor de su amigo, Sir Robert Constable. Su nombre aparece poco después entre los personajes que acompañaron al rey al  Campo de la Tela de Oro; aunque es dudoso que llegara a asistir.
En 1523 participó en la guerra contra Escocia, haciendo varias incursiones en las fronteras con un contingente de 1.750 hombres. Ese mismo año obtuvo una participación principal en la tutela del hijo y heredero de Lord Monteagle, lo que provocó las quejas de algunos de los ejecutores. El 12 de febrero de 1525 fue designado nuevamente para realizar otro censo en Stepney. Los ingresos anuales de sus terrenos en varios condados aparecen en un documento contemporáneo por valor de £1,834 4s..

### Caída de Wolsey
En 1529 Darcy preparó el camino para la caída de su antiguo camarada Wolsey mediante la elaboración de un largo pliego de acusaciones contra él, en la que confesó que su motivo era "sólo para descargar de mi juramento y deber ante Dios y el rey, y sin malicia". En el mismo año fue uno de los muchos testigos examinados en nombre del rey en cuanto a las circunstancias del matrimonio del Príncipe Arturo con Catalina de Aragón, a pesar de que había pruebas limitadas sobre el caso, ya que se encontraba de servicio en el norte de Inglaterra.
Fue uno de los pares que firmó los artículos preparados contra Wolsey en el parlamento el 1 de diciembre, parcialmente creados a partir de los cargos elaborado por él mismo, cinco meses antes; y al año siguiente firmó el memorial de los lores espirituales y temporales de Inglaterra para el Papa Clemente VII, advirtiéndole de los peligros de no conceder el deseo de Enrique VIII en el asunto del divorcio.

### Oposición al rey
No pasó mucho tiempo, sin embargo, antes de que Darcy se enfrentara a la corte sobre esta cuestión. En el parlamento que se reunió en enero de 1532 el Duque de Norfolk hizo un discurso, denunciando el trato recibido por el rey a manos del papa, al no admitir que la cuestión del divorcio fuera juzgada en Inglaterra, añadiendo que muchos consideraban que las causas matrimoniales eran materia de jurisdicción temporal, sobre las que el rey era la cabeza y no el papa, y preguntando finalmente al Parlamento si estaría dispuesto a emplear personas y bienes en defensa de la prerrogativa real en contra de interferencias externas. Darcy fue el primero en responder a esta llamada. Afirmó que persona y sus bienes estaban a disposición del rey, pero en cuanto a las causas matrimoniales, siempre había considerado que eran espirituales y correspondían a la jurisdicción eclesiástica; y si la pregunta presentaba dificultades, debería ser el Consejo del Rey el primero en decir qué debía hacerse sin obligar a otros a asumir responsabilidades. Después de esto, no es sorprendente saber que, al igual que otros parlamentarios, se le informara de que se le dispensaba de asistir a la reunión del parlamento en enero de 1534, pese a recibir la convocatoria correspondiente.

En julio de 1534 formó parte del jurado de pares que absolvió a Lord Dacre, algo que no mejoró la opinión que la corte tenía sobre él. Thomas Cromwell, sin embargo, parece haber sido su amigo (aunque al final de su vida Darcy mostró un profundo odio y desprecio hacia él Cromwell) y obtuvo para su segundo hijo, Sir Arthur Darcy, el cargo de capitán o gobernador de Jersey en el mes de septiembre siguiente, por cuyo nombramiento escribió una carta de agradecimiento a Cromwell, lamentando no poder visitarlo personalmente, por su "fulsum diseassis." Parece que él estaba sufriendo de una ruptura. Entretanto, envío a Arthur con mensajes tanto a Cromwell como a Norfolk, entre otras cosas, quejándose de que no se le había permitido ir a casa en Yorkshire desde el comienzo de las reuniones parlamentarias. Una parte significativa de las instrucciones a Arthur en lo que respecta al Duque de Norfolk era la de entregar la carta "para detener sus malvada lengua."

## Rebelde
En el mismo mes en que su hijo era nombrado capitán de Jersey, Darcy comenzó a comunicarse en secreto con Eustace Chapuys, el embajador imperial, junto con Lord Hussey, al que llamaba su hermano, para invitar al emperador a invadir Inglaterra y poner fin a lo que él describía como una tiranía en asuntos seculares y religiosos, soportados por la nación únicamente porque no había libertador. Su ansiosa solicitud por regresar a su casa estaba motivada por la idea de ayudar a los invasores cuando el plan se pusiera en marcha, y finalmente consiguió el permiso de ausentarse de las fiestas de San Jorge por su edad y estado de salud. El 28 de octubre también fue dispensado de asistir a futuras reuniones del parlamento y exención de formar parte de comisiones, aunque esto no fue certificado hasta el siguiente 12 de febrero.
Para agradecer estos privilegios, Darcy escribió una carta a Cromwell, el 13 de noviembre desde Templehurst, donde, sin embargo, es difícil que hubiera podido estar, ya que Chapuys dice expresamente que el 1 de enero de 1535, aún no le había sido permitido retirarse. La esperanza de regresar a Templehurst parece haber influido en su pluma como si estuviera realmente allí, cuando aún permanecía en Londres. El hecho es que, pese a que todas estas exenciones, se le había concedió en consideración a su enfermedad y edad, el permiso para regresar a Yorkshire continuaba aún retenido. Aparentemente, la corte sospechaba que su presencia en el norte no sería buena para ellos y permaneció allí no sólo a comienzos de 1535, sino durante casi todo el año. Se comunicó con Chapuys intermitentemente en enero, marzo, mayo y julio, esperando que las condiciones para una gran revuelta maduraran, y envió presentes simbólicos al embajador. A comienzos de mayo volvió a tener experiencias de regresar a casa, pero estas esperanzas se desvanecieron a medidos de mes, ya que comenzó a planear su huida al extranjero para entrevistarse con el emperador y transmitirle la necesidad de enviar una expedición a Inglaterra para redimir al país de lo que el describía como la herejía, la opresión y el robo al que estaba constantemente sometido. No sabemos con certeza cuanto tiempo permaneció retenido en Londres, pero con seguridad fue hasta julio. Parece haber visitado Templehurst en abril de 1536; pero hay un vacío de información.
Gracias a que su presencia no fue requerida en las reuniones parlamentarias de febrero de 1536, pudo librarse de la presión a la que fue, sin duda, se sometió a los parlamentarios para votar a favor de la disolución de los pequeños monasterios, una medida que fue muy impopular en el norte de Inglaterra. Esto, de hecho, fue una de las principales causas de la gran rebelión que, comenzando en Lincolnshire en octubre siguiente, pronto se extendió a la región de York, y fue conocida como la Peregrinación de Gracia.

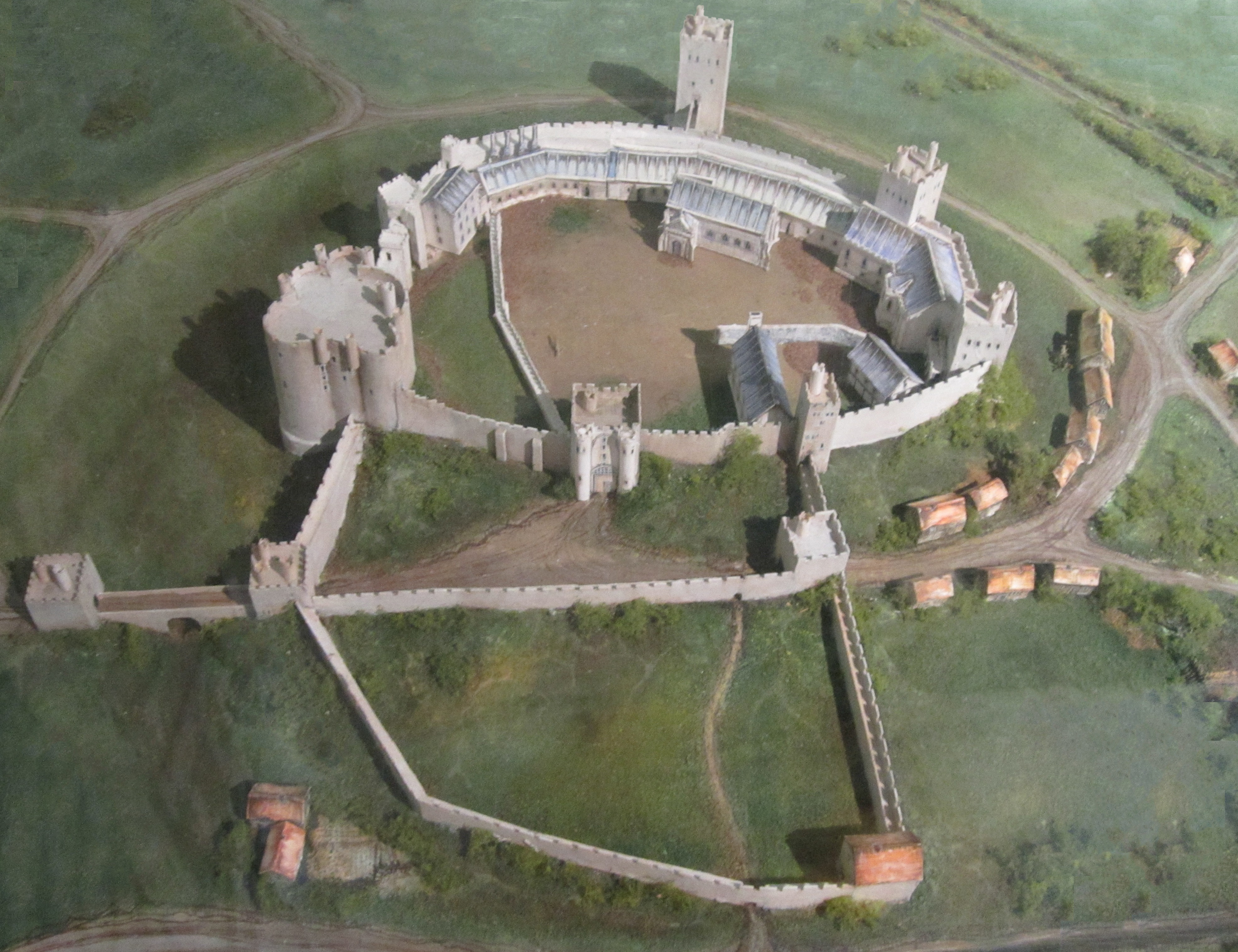
La reconstrucción del Castillo de Pontefract

El único lugar que parecía resistir contra los insurgentes era Pontefract Castle, que estaba bajo el control de Darcy. Allí se refugió el Arzobispo Lee de York, que se puso bajo la protección de Darcy junto a parte de la población vecina. Pero Darcy, fingiendo que no tenía provisiones, entregó el castillo a los rebeldes, que les obligaron a él y al arzobispo a unirse a su causa. Esta obligación, sin embargo, era más aparente que real. Darcy, el arzobispo, y casi todos los nobles realmente simpatizaban con los insurgentes, y las afirmaciones posteriores de Darcy de que estaba intentando conducir una situación que no podía resistir fueron en vano.
Estaba con Robert Aske, líder de los comunes, cuando Lancaster Herald se arrodilló ante de él, y negoció en su favor, con los Duques de Norfolk y Suffolk, cuando fueron enviados a suprimir la insurrección. Su posición como amigo y líder de los insurgentes, fue aceptada por el propio rey, que instruyó a Norfolk y Fitzwilliam para que le trataran como tal, y les autorizó a entregarle, a él y a otros si fuera necesario, un salvoconducto para presentarse ante él, o bien, para ofrecer el perdón real si se sometían. Norfolk, presumiblemente por deseo del Rey, escribió a Darcy sugiriendo que podría redimirse rompiendo su pacto con Aske y arrestándolo. Darcy, que se jactaba de ser fiel a la palabra dada, respondió indignado: "¡Ay mi buen señor que cada vez que un hombre de tan gran honor y una gran experiencia debe aconsejar o elegirme para ....traicionar o dañar a cualquier hombre vivo." Él y Aske escribieron al rey tratando de explicar su conducta de una manera más favorable. Una reunión con algunos de los consejeros reales fue concertada en Doncaster, y el rey mandó a un indulto incluso a los principales responsables. Pero el 6 de enero siguiente (1537), Enrique le envió una convocatoria para presentarse en Londres en respuesta a lo cual escribió el día 14 desde Templehurst, afirmando que él "nunca había desmayado ni fingido" al servicio del rey y de su padre en el reino o en el extranjero en cincuenta años; pero desde la reunión en Doncaster había estado confinado en su cámara con dos enfermedades, hernia y gripe, como varios de los consejeros que lo vieron en Doncaster y los propios médicos reales podían atestiguar.
El país estaba en ese momento en una situación muy peligrosa, después de que Francis Bigod proclamara una nueva rebelión, que Aske y Darcy no secundaron. Sus servicios fueron tan reales que el rey les perdonó a ambos, y alentó a Darcy para abastecer Pontefract para que sus dos hijos, Sir George y Sir Arthur, pudieran resistir en el caso de una nueva rebelión. Darcy recibió garantías adicionales, por cartas dirigidas al Conde de Shrewsbury, que si cumplía con su deber de ahí en adelante, sería tan favorablemente considerado como si nunca hubiera hecho daño. Alentado por esto, escribió a Aske el 10 de febrero, pidiéndole que devolviera a Pontefract Castle (de cuya custodia Darcy era responsable) todos los arcos y las flechas que había obtenido de ella. La carta, desgraciadamente, fue interceptada.
La información fue recopilada para mostrar que desde su perdón Darcy había sido culpable de diferentes actos de traición a la patria, entre los que se citaba que daba a entender a la gente que se celebraría un parlamento para estudiar sus quejas como evidencia de que aún estaba tratando de promover un cambio, y de que si no hubiere parlamento, el espíritu rebelde reviviría. Incluso sus recientes actuaciones en favor del rey fueron usados en su contra; el haber ordenado a los comunes que detuvieran sus actos hasta la llegada de Norfolk se interpretaba como que sólo deseaba pacificarlos temporalmente.

## Arresto, juicio y ejecución
Darcy fue detenido, llevado a Londres, y alojado en la Torre de Londres, junto con otros líderes del norte.
Examinado por el Consejo Privado, Darcy aprovechó la ocasión para dejar claro su odio y desprecio por Thomas Cromwell." Advirtió a Cromwell, proféticamente, que no debería contar con que el favor real hacia él durara y expresó su esperanza de que, incluso si Cromwell decapitara a todos los nobles, uno de ellos, el rey, sobreviviría para decapitarle a él.

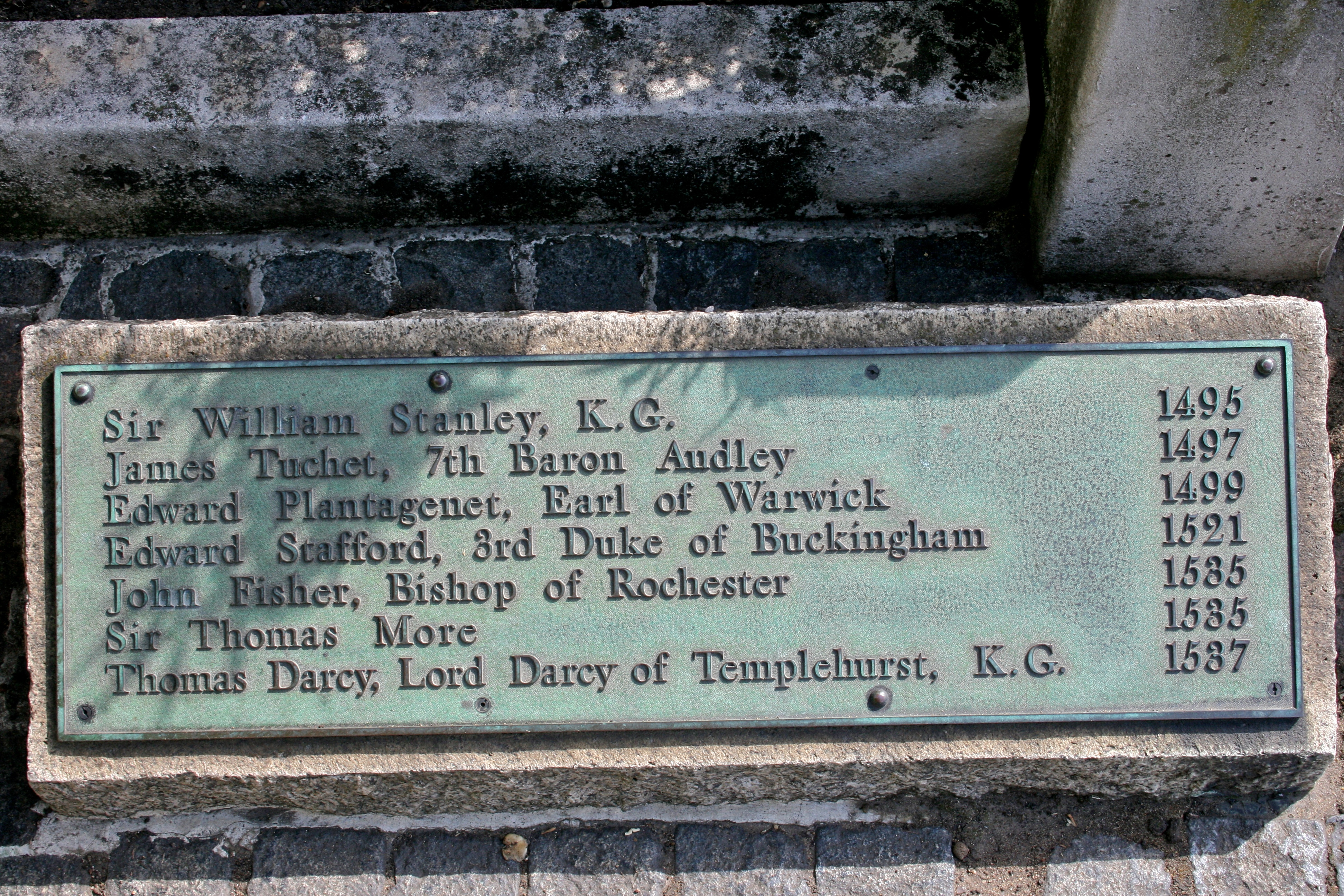
Placa en la ubicación del patíbulo de Tower Hill

Una acusación de conspiración contra Darcy y otros líderes del norte el 9 de mayo en York, proclamaba que habían conspirado juntos en octubre, primero para privar al rey de su dignidad real al rechazar su título como Jefe Supremo de la Iglesia de Inglaterra, y en segundo lugar para forzar la celebración de un parlamento; y que después habían cometido diversos actos de rebelión; que tras ser indultados habían correspondían realizado otros, y que Darcy y otros habían instigado la rebelión de Bigod en enero. Por estos cargos, fue llevado a Westminster junto a su viejo amigo, John Hussey el 15 de mayo ante el Marqués de Exeter como Gran Senescal, y otros nobles.
Fueron condenados a sufrir la pena por traición a la patria, pero el castigo realmente impuesto fue la decapitación; la de Lord Hussey tuvo lugar en Lincoln, lugar de la rebelión a modo ejemplarizante. Pero Darcy fue decapitado en Tower Hill, el 30 de junio. Su cabeza se colocó en el Puente de Londres, y su cuerpo, según un escritor contemporáneo, fue enterrado en Crutched Friars. Pero de ser así, fue trasladado después; al menos, existe una lápida con la inscripción de que su cuerpo reposa, junto con los cuerpos de otros Darcys, en la iglesia de St Botolph de Aldgate.
Tras su arresto y condena en 1537, sus tierras y propiedades fueron confiscadas, y en 1539 fue proscrito de manera póstuma, la baronía extinta y su caballería degradada. Durante el reinado de Eduardo VI, su hijo mayor, Sir George Darcy, fue restaurado por una Ley del Parlamento, en 1548, a la dignidad de Barón de Darcy. Algunas fuentes declaran, sin embargo, que se trató de una nueva creación, en vez de la restauración del título paterno. Es notable que el nuevo Barón de Darcy tomara asiento en la cámara de los Lores como barón junior y no en la ubicación previa de 1509, mientras que, su hijo tomó su asiento en la cámara de los Lores con los derechos del antiguo cargo, lo que parece indicar que habría sido perdonado por la Cámara. Pese a que nunca recuperó las tierras de su padre, el título de Lord Darcy de Aston se transmitió a sus herederos masculinos hasta su extinción final, por falta de herederos en 1635.